# Zygmunt Katlewicz
Zygmunt Katlewicz (ur. 27 kwietnia 1914 w Stanisławowie, zm. 5 września 1986 w Gliwicach) – polski inżynier, nauczyciel akademicki.

## Życiorys
Urodzony w Stanisławowie przy ul. Sapieżyńskiej 4. Syn Adama Katlewicza (rusznikarza i obrońcy Lwowa w 1918) i Michaliny (z d. Tadler). Brat Mariana Stefana Katlewicza, lotnika 308 Dywizjonu Myśliwskiego „Krakowskiego” za służbę w RAF w czasie II wojny światowej czterokrotnie odznaczonego Medalem Lotniczym. Ze związku ze Stefanią (z d. Karaś) miał dwoje dzieci: Elżbietę i Romualda.
Specjalista w zakresie miernictwa przemysłowego, kierownik Laboratorium Prototypów, szef produkcji Zakładu Doświadczalnego Elektroniki i Mechaniki Precyzyjnej Politechniki Śląskiej w Gliwicach. Konstruktor przyrządów pomiarowych, kondensatorów, rezystorów, jeden z organizatorów przemysłu precyzyjnego w Polsce po II wojnie światowej. Członek zespołu konstruktorów pierwszego polskiego płucoserca.
Był współpracownikiem prof. Edmunda Romera w Zakładzie Pomocy Naukowych we Lwowie, a po zakończeniu wojny współorganizatorem Zakładu Optyki i Mechaniki Precyzyjnej Politechniki Śląskiej.
Jego grób znajduje się na cmentarzu Witomińskim w Gdyni (kwatera 60-28-11_1).

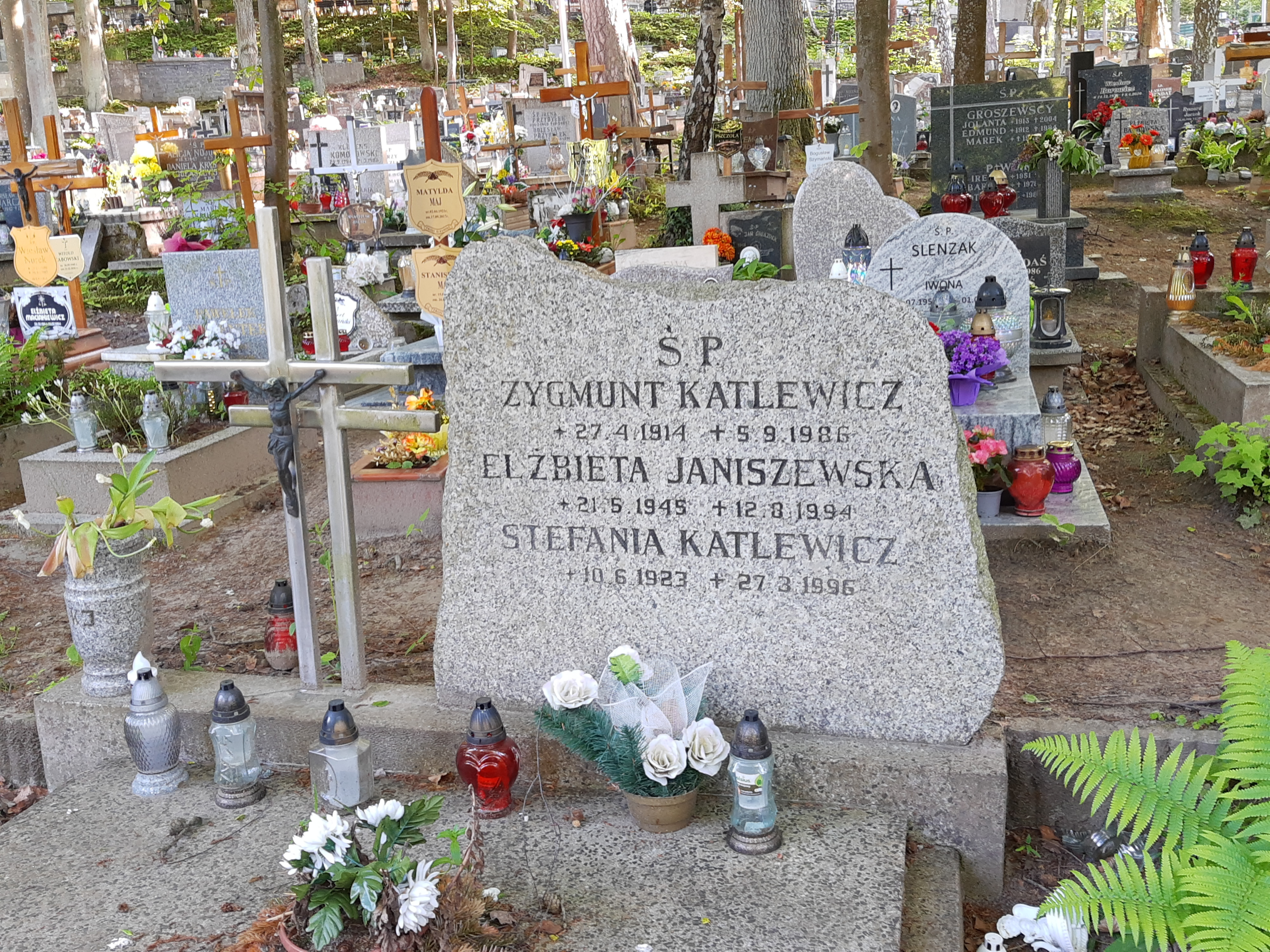
Grób Zygmunta Katlewicza na cmentarzu Witomińskim

## Śląskie płucoserce

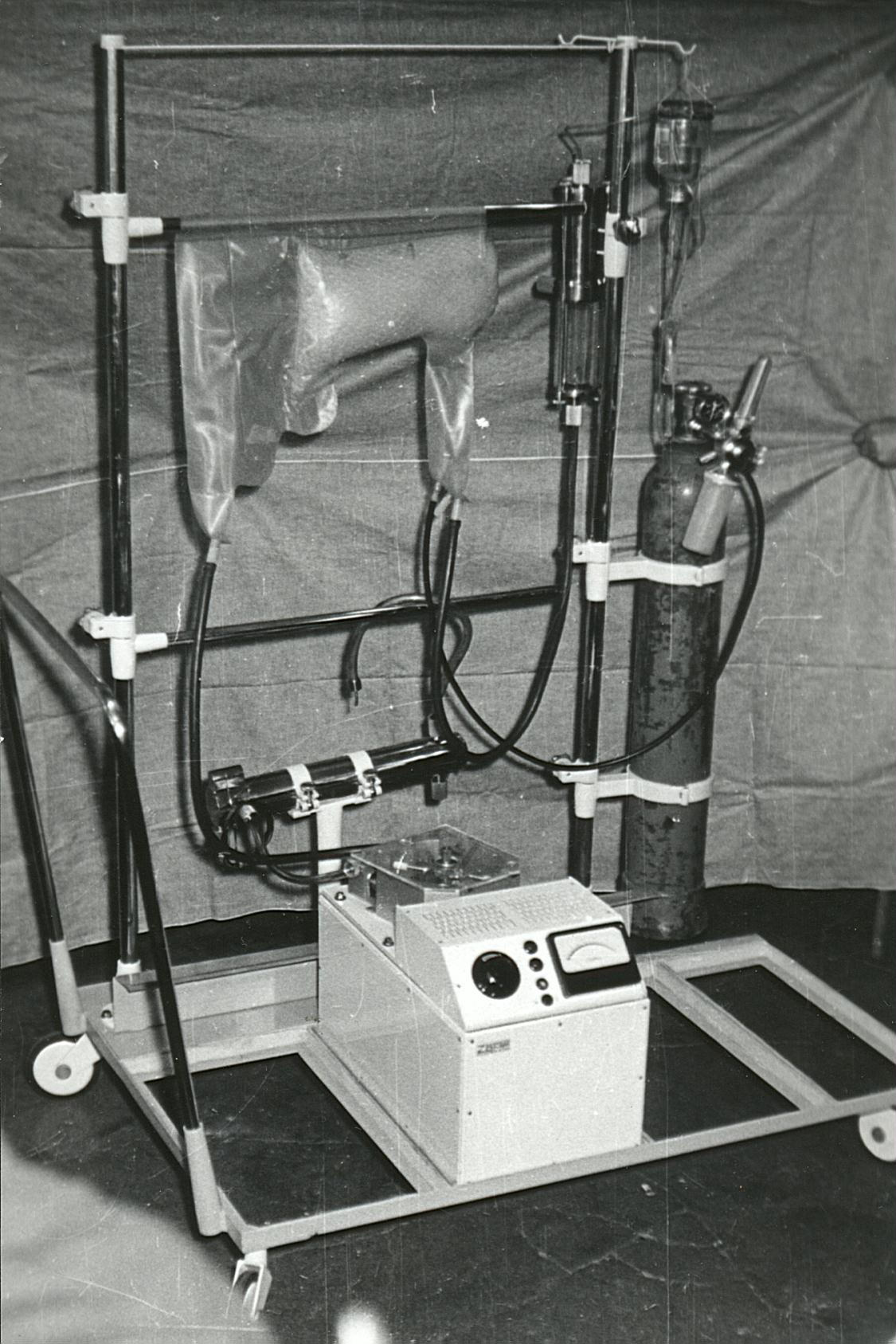
Fragmenty płucoserca (1968): podwozie, pompa, wymiennik ciepła

W latach 60. XX w. w kraju funkcjonowały tylko dwa importowane płucoserca. W sytuacji braku dewiz pozwalających na zaspokojenie zapotrzebowania na te ratujące życie urządzenia, w 1967 roku rozpoczęto w Zakładzie Doświadczalnym Elektroniki i Mechaniki Precyzyjnej Politechniki Śląskiej prace nad konstrukcją polskiego aparatu, opartego w całości na materiałach i częściach dostępnych w kraju. Lekarze Śląskiej Akademii Medycznej wystąpili z inicjatywą skonstruowania takiego urządzenia do Politechniki Śląskiej. Doc. Tadeusz Paliwoda (kierownik zespołu kardiochirurgicznego) i anestezjolog dr Zygmunt Antoszewski oraz mgr inż. Józef Wajchenig i inż. Andrzej Zembala oraz zespół inżynierów-konstruktorów: Rudolf Wojnar, Karol Mosler, Günter Völkel, Romuald Stefanicki, Zygmunt Katlewicz i Harald Mosler przekazali w kwietniu 1968 Klinice Chirurgicznej Śląskiej Akademii Medycznej w Zabrzu pierwszy aparat „Zabrze”, który do 1972 roku pozwolił przeprowadzić przeszło 100 zabiegów chirurgicznych na otwartym sercu. Następnie przekazano go Klinice Chorób Zakaźnych i zastąpiono modelem 1972 „Seria” tej samej produkcji. Aparat „Seria” wykonany w 25 egzemplarzach w całości pokrył zapotrzebowanie krajowych klinik kardiochirurgicznych.